# Dinah!
Dinah! (llamado Dinah & Friends desde 1979 hasta 1980) fue un talk show conducido por la cantante y actriz Dinah Shore, que se emitió en sindicación en varios canales de los Estados Unidos (pero más que nada en emisoras operadas por la CBS) desde su estreno el 9 de septiembre de 1974 hasta el verano de 1980. Dinah! tenía una duración de 90 minutos por programa.
Aal igual que muchos otros talk shows vespertinos como The Mike Douglas Show, Dinah! se centraba en entrevistas a celebridades que eran invitadas al programa. Además, muchos cantantes populares iban a cantar una o dos canciones en Dinah!, para después sentarse y mantener una entrevista con Shore. La conductora solía cantar al menos una canción por programa, ya fuese para saludar a su audiencia o para despedirse de ella hasta el próximo programa.